# 褐絨毛蛛猴
褐絨毛蛛猴（Brachyteles arachnoides），又名絨毛蛛猴或捲毛蜘蛛猴，是巴西特有的一種猴子。牠們分佈在巴西的巴拉那州、聖保羅州、里約熱內盧州、聖埃斯皮里圖州及米納斯吉拉斯。
褐絨毛蛛猴與北方絨毛蛛猴不同之處是牠們的面部全部都是黑色的。
只有兩個圈養的褐絨毛蛛猴群族，分別在古里提巴及索羅卡巴的動物園內。

## 外部連結
- ARKive
- Pró-Muriqui Association （页面存档备份，存于）
- Infonatura（页面存档备份，存于）